# Thomas Raymond Dunne

Wappen des Sir Thomas Dunne

Sir Thomas Raymond Dunne KG, KCVO (* 24. Oktober 1933; † 6. Januar 2025) war von 1996 bis 2008 der amtierende Lord Lieutenant von Herefordshire. Er ist der Sohn des Offiziers und Politikers Philip Russell Rendel Dunne und der Vater des langjährigen Abgeordneten der Conservative Party Philip Martin Dunne.
1977 wurde er zunächst zum gemeinsamen Lord Lieutenant von Hereford und Worcester ernannt. Nachdem Hereford und Worcester 1998 wieder getrennt wurden, wurde er sowohl Lord Lieutenant von Herefordshire als auch von Worcestershire. Am 31. Juli 2001 trat er von seinem Amt in Worcestershire zurück. Er war außerdem Vorsitzender der Vereinigung der Lord Lieutenants.
1995 wurde er als Knight Commander des Royal Victorian Order in den Adelsstand erhoben und führte seither das Prädikat „Sir“. 2008 wurde er zudem als Knight Companion in den Hosenbandorden aufgenommen.